# Gynaikothrips
Gynaikothrips är ett släkte av insekter. Gynaikothrips ingår i familjen rörtripsar.
Kladogram enligt Catalogue of Life:
| Gynaikothrips | \| \| Gynaikothrips ficorum \| \| \| \| \| \| Gynaikothrips uzeli \| \| \| \| |
|               | \| \| Gynaikothrips ficorum \| \| \| \| \| \| Gynaikothrips uzeli \| \| \| \| |
|               | Gynaikothrips ficorum                                                         |
|               |                                                                               |
|               | Gynaikothrips uzeli                                                           |
|               |                                                                               |